# Église Saint-André d'Antrain
L'église Saint-André est une église catholique située à Antrain (commune déléguée de Val-Couesnon, Ille-et-Vilaine). Elle dépend de l'archidiocèse de Rennes et elle est dédiée à l'apôtre saint André. 
Par delà les destructions, agrandissements et restaurations qui l'ont affectée, l'église Saint-André d'Antrain constitue l'un des édifices romans les mieux conservés de l'archidiocèse de Rennes. Saint-André d'Antrain représente un édifice de transition des plus intéressants, mêlant décor roman et éléments architecturaux novateurs, annonciateurs de la diffusion du style gothique en Bretagne. 

## Historique
Au cours de la seconde moitié du XIe siècle et au début du XIIe siècle, l'église d'Antrain fut donnée par ses propriétaires laïcs aux abbayes de Saint-Florent en Anjou et de Marmoutier en Touraine. L'application des directives de la réforme grégorienne, et particulièrement l'interdiction de se livrer à la simonie, semblent être allées de pair avec la reconstruction générale de l'édifice et sa restitution aux autorités ecclésiastiques. Celui-ci passa à l'évêque de Rennes au tournant du XIIe siècle, Herbert et son successeur, Pierre de Dinan, mettant fin au  partage compliqué du patronage exercé par des abbayes étrangères au diocèse et au duché de Bretagne.
L'église Saint-André, à l'exception des deux bâtiments plus récents adossés aux murs nord de la nef et du chœur, fait l'objet d'une inscription au titre des monuments historiques par arrêté du 13 octobre 2023.

## Architecture

### Extérieur
La structure romane de l'église Saint-André reste grandement lisible par delà les travaux qui l'ont affectée aux XVIe, XVIIe et XIXe siècles : plan en croix latine avec clocher médian, la courte nef, unique, ouvrant sur un transept largement débordant où viennent se greffer une absidiole romane au nord et un chœur de l'époque moderne, réalisé dans un style gothique tardif.
Parmi les éléments architecturaux romans, il convient de noter les deux portails ornant les parois occidentale et méridionale de la nef. Pareillement, les petites ouvertures, en meurtrières, percées dans les murs épais de l'édifice et les puissants contreforts qui les épaulent témoignent de son antiquité.

Le chœur, de forme pentagonale, a été reconstruit au XVIe siècle. Il est accosté d'une sacristie datant du XVIIIe siècle qui a remplacé l'absidiole sud romane. L'édification d'une chapelle au nord, au siècle suivant, a masqué l'absidiole septentrionale, parachevant la destruction de l'équilibre du chevet roman originellement tripartite. Enfin, la croisée du transept a été coiffée d'un lourd clocher classique en 1779, couronné d'un toit à l'impériale.

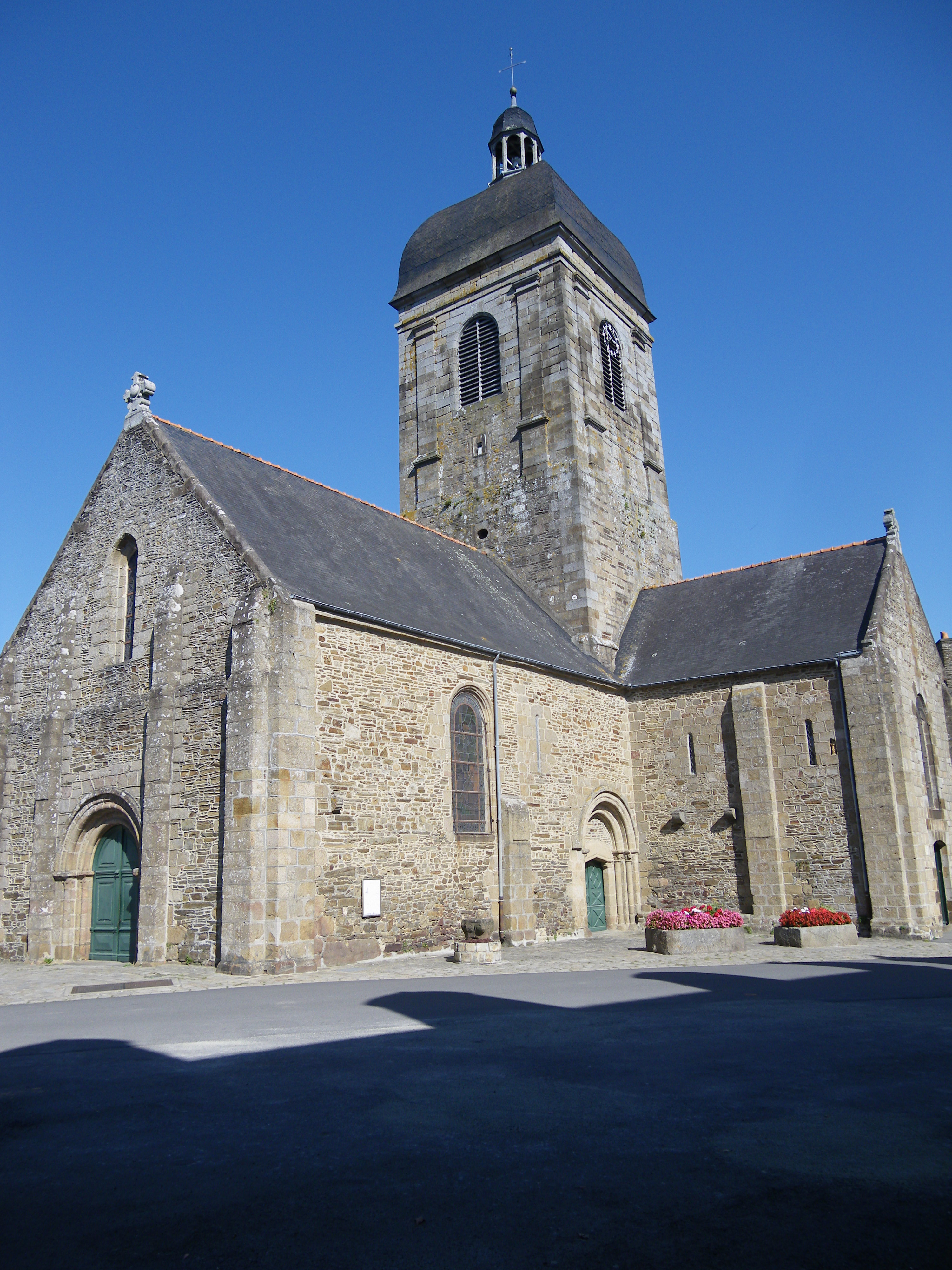
L'église avec sa tour de croisée.
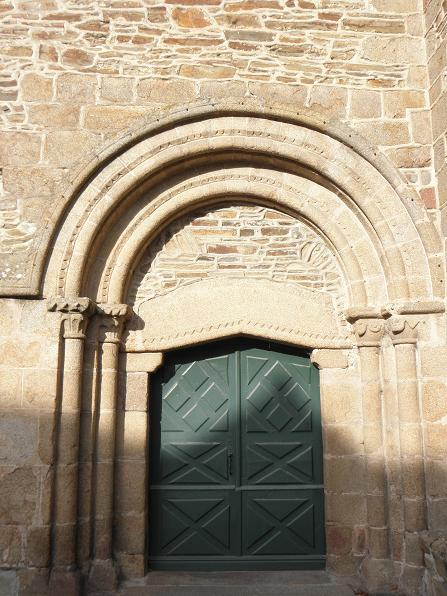
Portail méridional roman, dit des femmes.
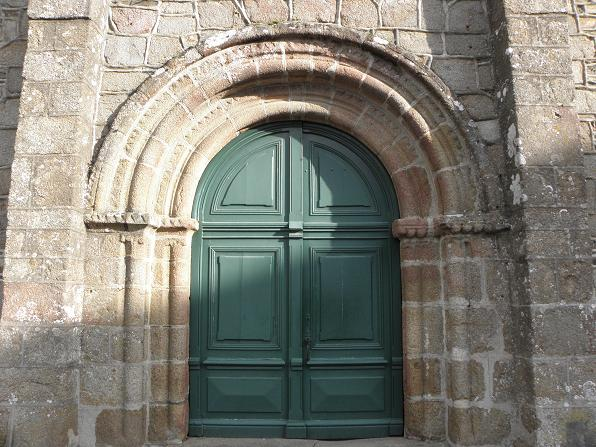
Portail occidental
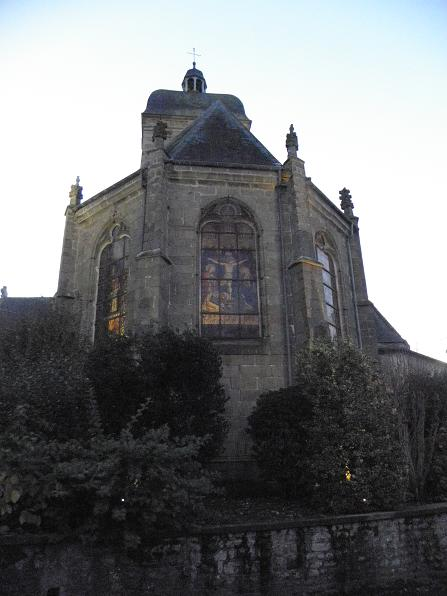
Chevet gothique du XVIe siècle.

### Intérieur
La nef de l'église a été restaurée en 1542 comme le prouve une des sablières de sa voûte lambrissée. Le mur nord est aveugle et l'éclairage, primitivement restreint, est assuré par la fenêtre ogivale de la façade occidentale ainsi que par une fenêtre plein-cintre percée à l'époque moderne dans le mur gouttereau méridional.
La croisée du transept constitue indubitablement l'élément architectural le plus intéressant de l'édifice. Quatre piliers fasciculés à sept colonnes portent le lourd clocher médian. Les arcades sont légèrement brisées et le carré du transept est couvert d'une voûte domicale d'inspiration angevine constituant l'une des premières manifestations du style gothique en Bretagne. Pas moins de vingt-huit chapiteaux d'esprit roman ornent cette partie de l'église. Avec les quatre autres placés à l'entrée des absidioles, ils proposent un décor de volutes, de boules, de végétaux, de masques ou géométrique, taillé dans le granite. Ainsi s'opère une heureuse combinaison d'un répertoire sculpté roman avec des éléments architectoniques gothiques (arcades ogivales et voûtes d'ogives bombées), faisant de l'église d'Antrain un édifice de transition.

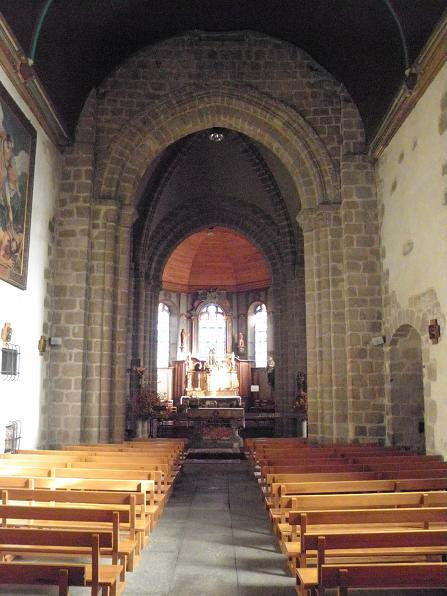
Vue intérieure de l'église Saint-André.
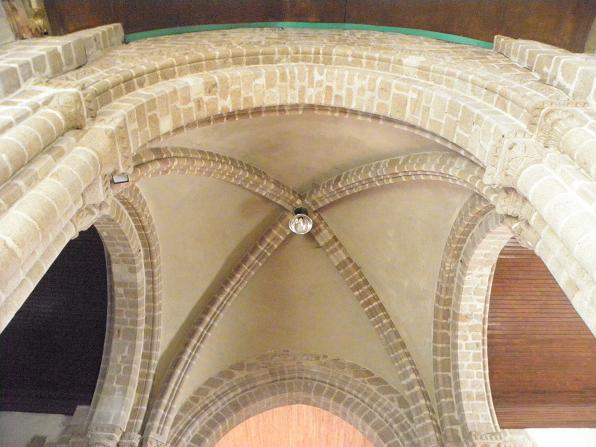
La croisée du transept.
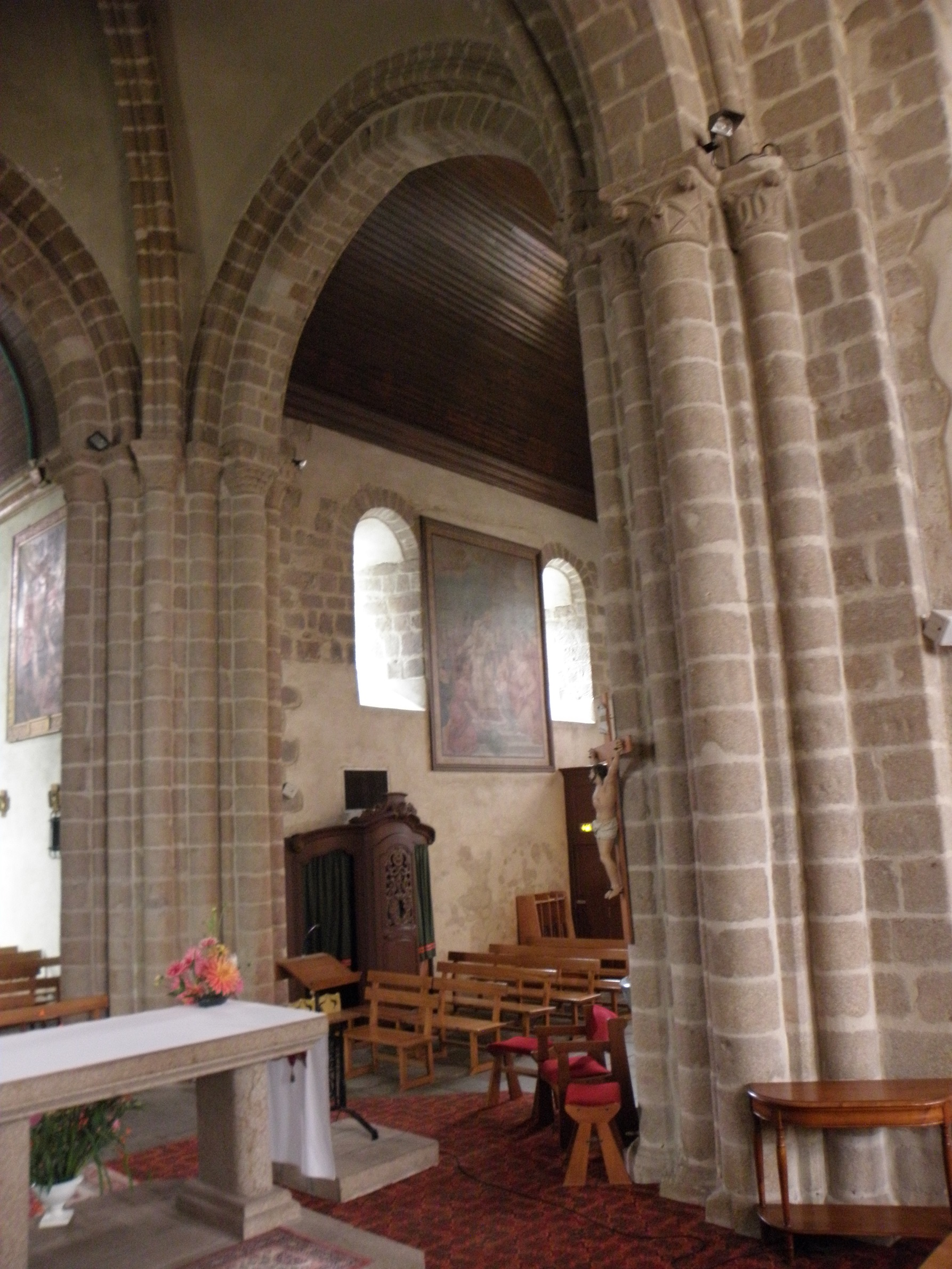
Croisée
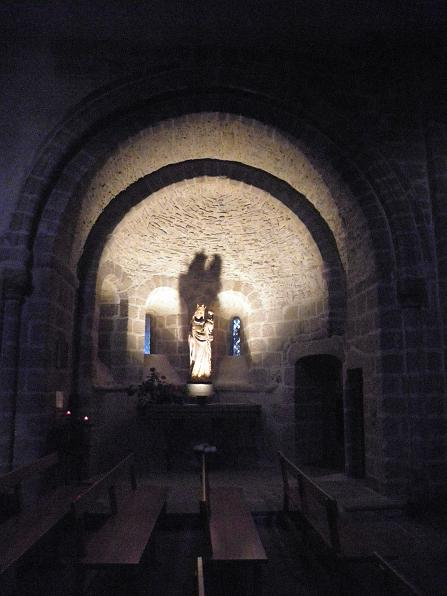
L'absidiole nord et sa voûte en cul-de-four.
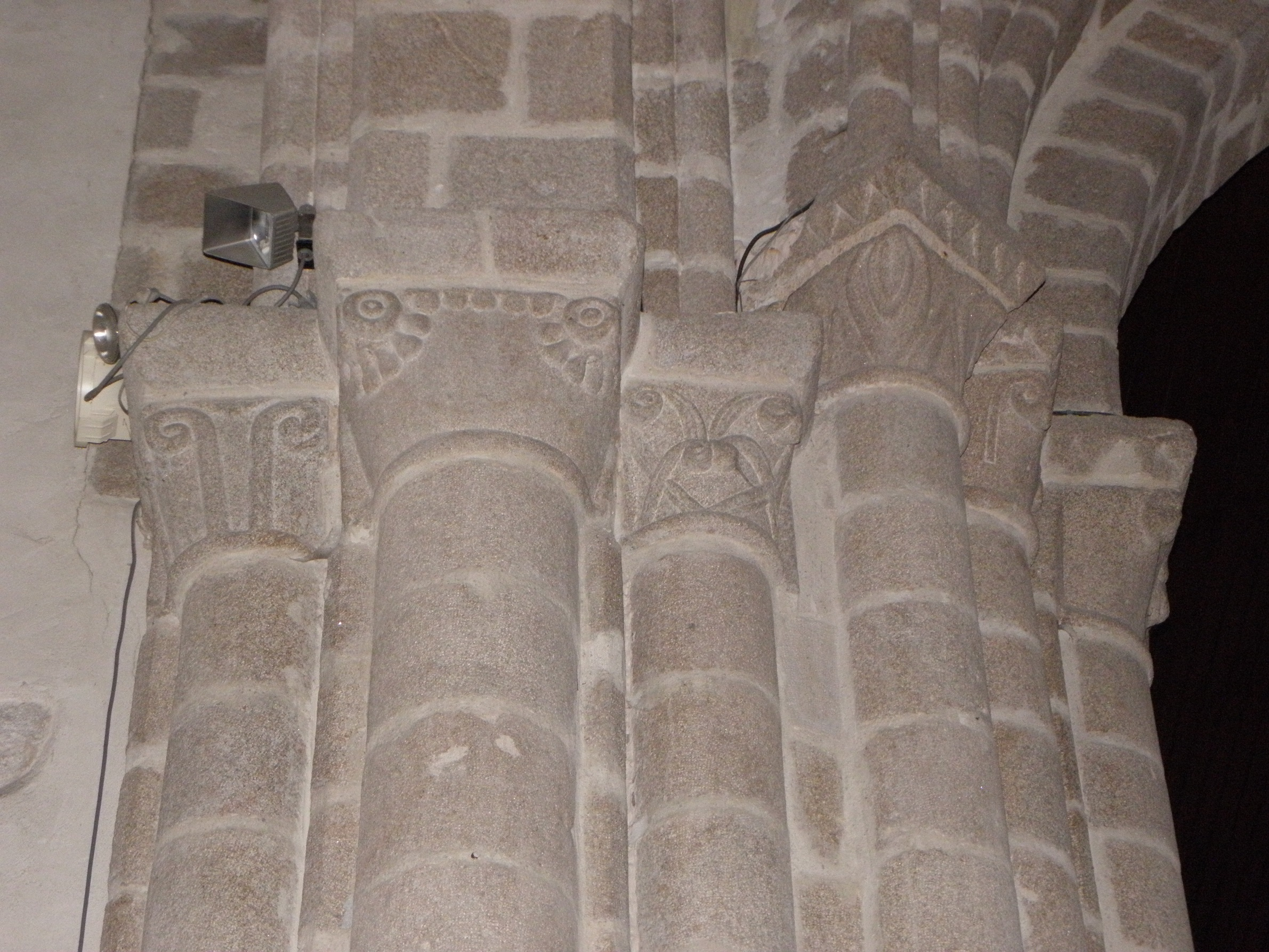
Pile complexe de la croisée
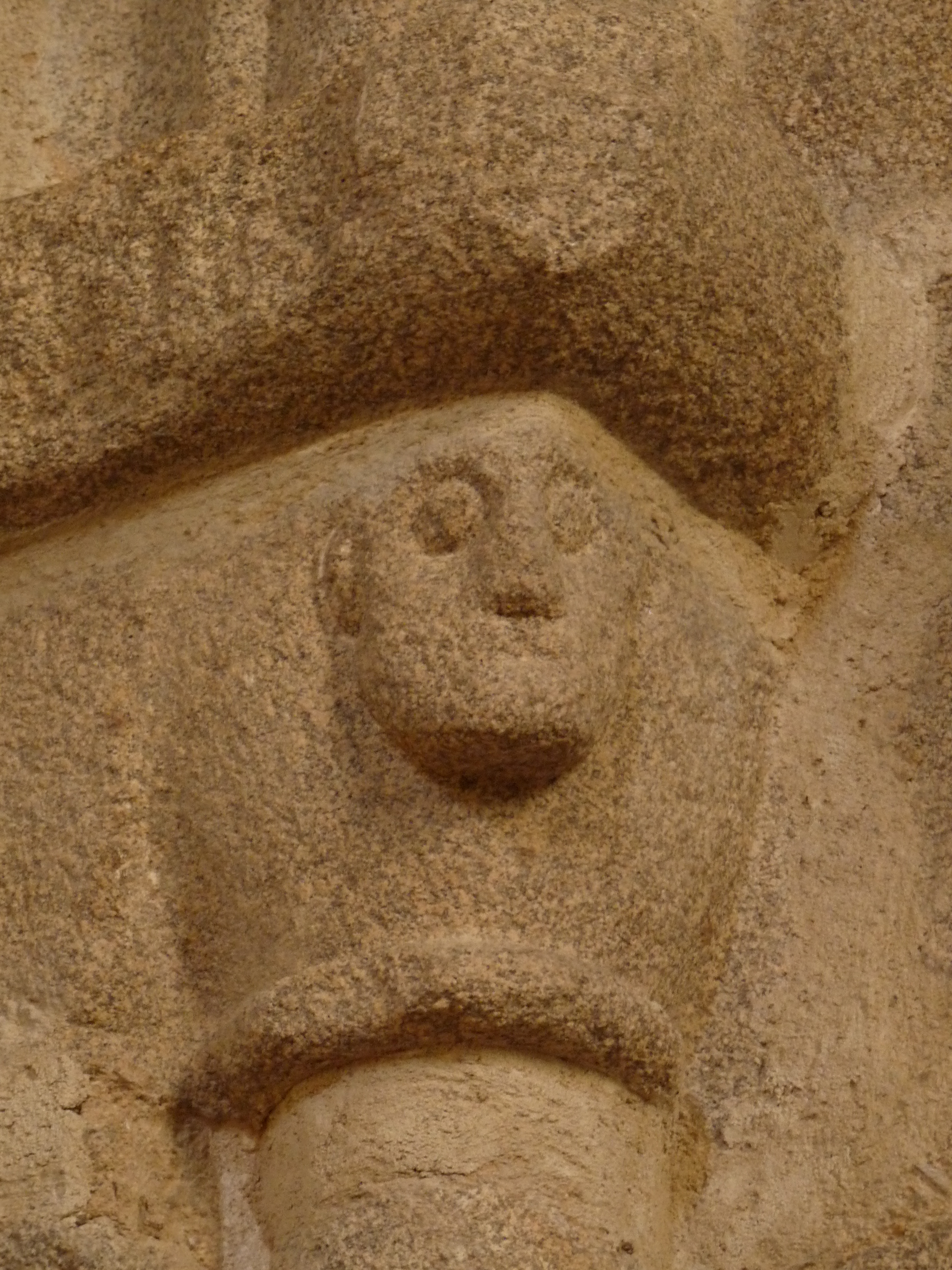
Chapiteau roman à masque.

Il convient enfin d'apprécier le voûtement en cul-de-four de l'absidiole nord, appareillée de pierre, alors que le chœur, édifié dans un style gothique tardif, quelque quatre siècles plus tard, recourt à une voûte lambrissée.

## Mobilier

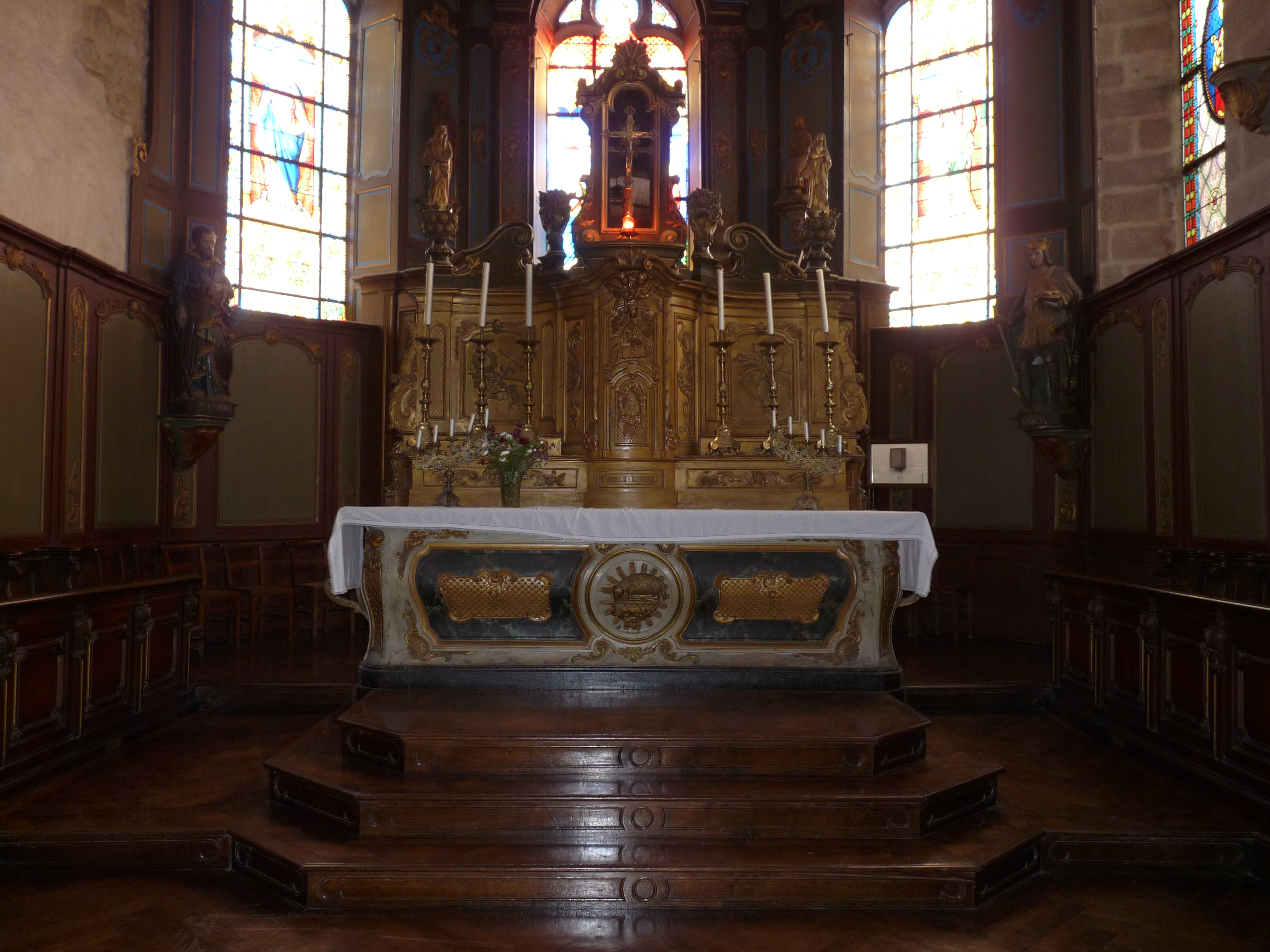
Maître-autel de l'église Saint-André

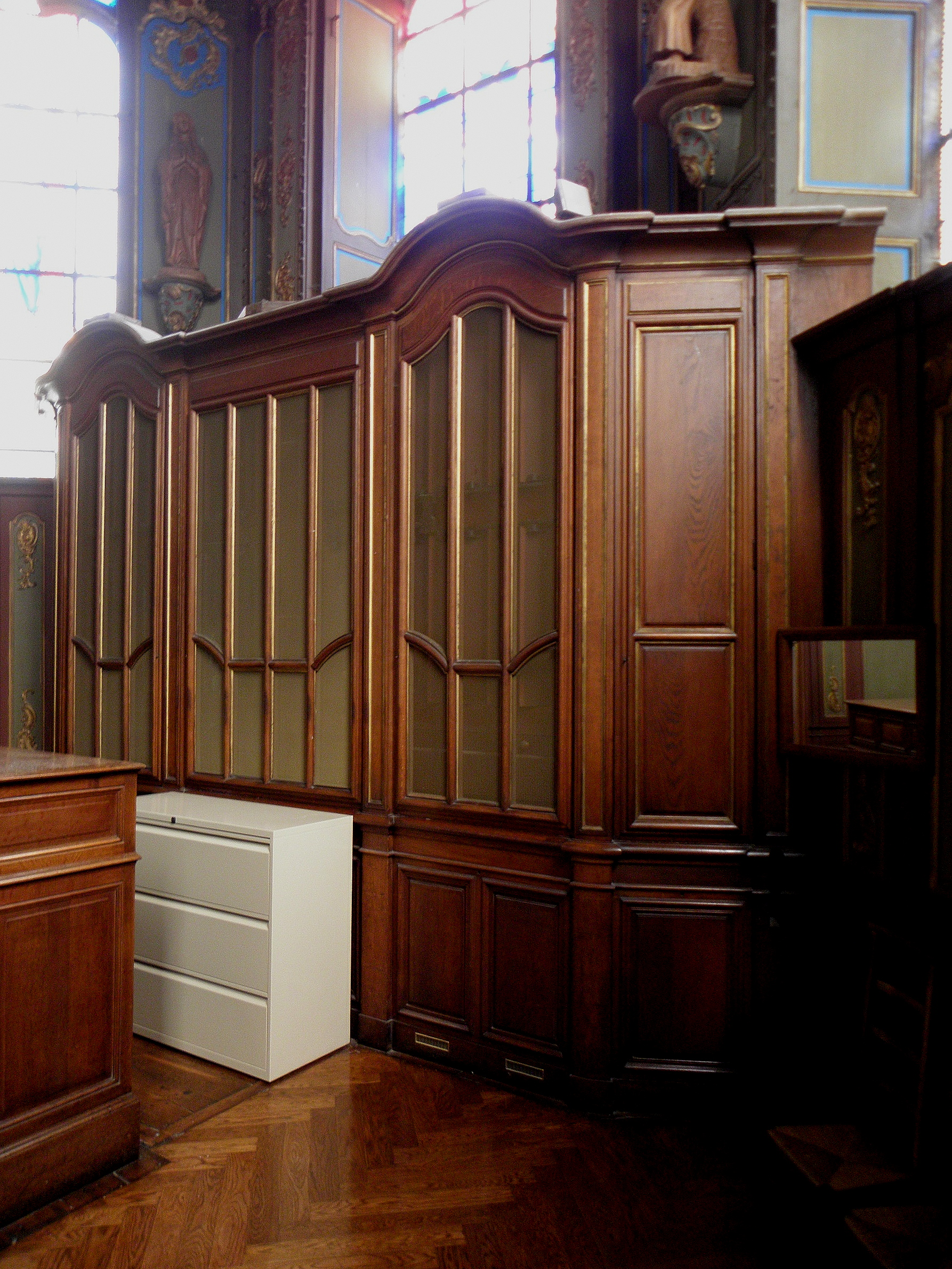
L'orgue Debierre datant de 1893.

Si l'église Saint-André n'a pu faire l'objet d'une mesure de classement, elle conserve néanmoins des objets mobiliers et de l'orfèvrerie de qualité.
- Maître-autel de style rocaille, œuvre d'Étienne Le Bezot, artiste local qui fait l’objet d’un classement au titre objet des monuments historiques depuis le 21 novembre 1948[6].
- Stalles et boiseries du XVIIIe.
- Orgue d'esthétique romantique, construit par la manufacture Debierre de Nantes en 1893[7].

Cet instrument comporte :
- deux claviers manuels transpositeurs de 56 notes et un pédalier non transpositeur de 30 notes,
- 10 registres pour 9 jeux réels,
- une transmission mécanique.

| I Grand-Orgue Ut1-Sol5 |              |
| Bourdon                | 16′ (basses) |
| Bourdon                | 16′ (dessus) |
| Flûte harmonique       | 8'           |
| Prestant               | 4'           |

| II Récit Ut1-Sol5   |    |
| Bourdon             | 8′ |
| Gambe               | 8' |
| Voix céleste        | 8′ |
| Plein-jeu 2-5 rangs |    |
| Trompette           | 8′ |
| Basson-Hautbois     | 8' |

| Pédale Ut1-Fa3 |
| En tirasses    |

| Tirasses           |
| Récit, Grand-Orgue |

| Copula                                          |
| II/I, II/I 4', Appel et retrait Anches, Trémolo |

Cet orgue est entièrement expressif (par bascule) et la coupure du Bourdon du Grand-Orgue s'opère entre FA2 et FA#2.